# Marie-Paule Miller
Pour les articles homonymes, voir Miller.
Marie-Paule Miller (née le 7 avril 1968 à Salon-de-Provence) est une athlète française malentendante, spécialiste de l'heptathlon, championne du monde du Deaflympics de 1993 à Sofia.

## Biographie
Marie-Paule Miller est née à Salon-de-Provence dans les Bouches-du-Rhône. Elle naît malentendante et fait ses études à Marseille, à l'école des Hirondelles. Amoureuse du sport en général, elle s'initie à l'athlétisme. Ses résultats sportifs l'amènent vite à la compétition.

## Carrière sportive
En 1993, avec comme entraîneur et compagnon Jean-Philippe Torro, elle participe au Deaflympics où elle remporte la médaille d'or à l'heptathlon. Idéalement placée à l'issue de la première journée, elle forge sa victoire grâce à la longueur et au javelot. C'est sa première compétition avec d'autres sourds.

## Palmarès
- Deaflympics de 1993 à Sofia,  Bulgarie
  -  Médaille d'or à l'heptathlon[5]

## Sources
1. ↑  Le Journal de Vitrolles n°26 "elle est la seule Française a l'avoir obtenue en individuel" (on parle de la médaille d'or)
2. ↑  Le Journal de Vitrolles n°26 "sous le regard sévère de Jean-Philippe Torro, son compagnon dans la vie privée mais non moins coach de l'équipe de France".
3. ↑  Podium de l'heptathlon aux Deaflympics de 1993
4. ↑  Le Journal de Vitrolles n°26 "À l'issue de ces épreuves elle est troisième" (première journée) et "Le 2ème jour (...) il lui reste le javelot et la longueur, ses disciplines préférées"
5. ↑  « deaflympics.com/games.asp?resu… »(Archive.org • Wikiwix • Archive.is • Google • Que faire ?).